# Palmira de Zarcero
Palmira es un distrito del cantón de Zarcero, en la provincia de Alajuela, de Costa Rica.

## Geografía
Palmira cuenta con un área de 30,67 km² y una altitud media de 2010 m s. n. m.

## Demografía
Para el año 2022, Palmira cuenta con una población estimada de 1584 habitantes, y para el último censo efectuado, en 2011, Palmira contaba con una población de 1334 habitantes.

## Localidades
- Poblados: Picada.

## Transporte

### Carreteras
Al distrito lo atraviesan las siguientes rutas nacionales de carretera:
- Ruta nacional 741